# Mètode del flux monetari
El Mètode del flux monetari és un dels mètodes que serveixen per calcular la balança fiscal, és a dir, conèixer la diferència entre la despesa efectuada pel sector públic estatal en un territori i el volum d'ingressos fiscals que es generen en aquest territori, en forma de despesa pública o transferències. El mètode del flux monetari és un dels dos que estan reconeguts acadèmicament, juntament amb el mètode de la càrrega de benefici.
En concret, el mètode del flux monetari indica l'aportació neta que Catalunya fa a l'Estat i quin seria el guany fiscal si no en formés part, sense imputar a Catalunya les despeses que no es realitzen a Catalunya, com les del Palau de la Zarzuela o el Museo del Prado. Per calcular-lo es té en compte la inversió i la despesa en el mateix territori.

## Exemple del 2010
El resultat de l'exercici del 2010, en càlcul del flux monetari, indica que el percentatge d'ingressos de l'administració central aportats per Catalunya van suposar el 19,4% del PIB, mentre que el percentatge de despesa de l'administració central realitzada a Catalunya va ser del 14,2%, set punts per sobre del que els catalans aporten a l'Estat. O, cosa que és el mateix, l'estat espanyol va fer una despesa de 45.329 milions d'euros en territori català mentre que Catalunya va aportar 61.872 milions, sense tenir en compte impostos directes com l'IRPF. Aquestes xifres deixen un dèficit de 16.543 milions d'euros, un 8,5% del PIB en relació amb l'economia del 2018.

## Altres mètodes
Hi ha quatre maneres de calcular la balança fiscal, segons com imputem la despesa, el Mètode del flux monetari que imputa la despesa executada en un territori concret, i el Mètode del Flux Benefici o de càrrega del benefici'', que afegeix el valor afegir de la despesa feta a altres territoris, i si es contempla el dèficit pot ser amb Balances neutralitzades o Balances no neutralitzades.